# Gmina Nysted
Gmina Nysted (duń. Nysted Kommune) była w latach 1970–2006 (włącznie) jedną z gmin w Danii w okręgu Storstrøms Amt. Siedzibą władz gminy było miasto Nysted. Gmina Nysted została utworzona 1 kwietnia 1970 na mocy reformy podziału administracyjnego Danii. Po kolejnej reformie w 2007 r. weszła w skład gminy Guldborgsund.

## Dane liczbowe
- Liczba ludności: (♀ 2763 + ♂ 2654) = 5417
  - wiek 0-6: 5,9%
  - wiek 7-16: 13,0%
  - wiek 17-66: 63,1%
  - wiek 67+: 18,0%
- zagęszczenie ludności: 38,1 osób/km²
- bezrobocie: 5,8% osób w wieku 17-66 lat
- cudzoziemcy z UE, Skandynawii i USA: 107 na 10 000 osób
- cudzoziemcy z krajów Trzeciego Świata: 164 na 10 000 osób
- liczba szkół podstawowych: 2 (liczba klas: 29)